# Hôtel d'Aumont
El hôtel d'Aumont es un hôtel particulier ubicada en la rue de Jouy, en el distrito 4 de París, al sur del distrito de Marais.

## Historia
A principios del siglo XV, su ubicación actual estaba ocupada por una propiedad con el signo de Dé perteneciente a la familia de magistrados Cousinot. En 1644, Michel-Antoine Scarron, consejero del rey, tío del poeta burlesco Paul Scarron y suegro de Antoine d'Aumont de Rochebaron (1601-1669), encuentra el edificio que había adquirido en 1619 demasiado deteriorado, mandó derribarlo y sustituirlo por el actual hotel construido sobre los planos de Louis Le Vau.

### El hotel de los duques de Aumont

El escudo de armas de los duques de Aumont.

Su construcción se completó en 1648 y ese mismo año, el duque de Aumont comenzó a vivir allí y lo adquirió en 1656. Luego fue remodelado y ampliado por François Mansart, decorado por Charles Le Brun y Simon Vouet. Su construcción estuvo a cargo del maestro albañil Michel Villedo.  El jardín formal probablemente fue diseñado por André Le Nôtre y se ha reconstruido desde el edifici ohasta el muelle del Sena.
Desarrollos posteriores, a principios del XVIII XVIII. siglo, queda el nuevo gabinete que actualmente es la oficina del presidente del tribunal administrativo.
Otros cuatro duques de Aumont vivieron sucesivamente en el hotel hasta 1742. Después de la muerte en 1753 de Victoire-Félicité de Durfort-Duras, con quien se había casado en 1727, Louis-Marie-Augustin d'Aumont lo vendió en 1756.

### Después de los duques de Aumont
Fue propiedad de Charles Sandrié, contratista de los edificios del rey, Pierre Terray , fraile de abadía de Terray, padre de Antoine Terray y fiscal general de la Cour des aides hasta 1780. Fue vendido por sus herederos en 1795.
De 1802 a 1824, fue alquilado para ser el ayuntamiento de la 9 distrito de la época y entre 1824 y 1859albergó pasantes del Lycée Charlemagne.

L'hôtel d'Aumont en 1981 et en 2007
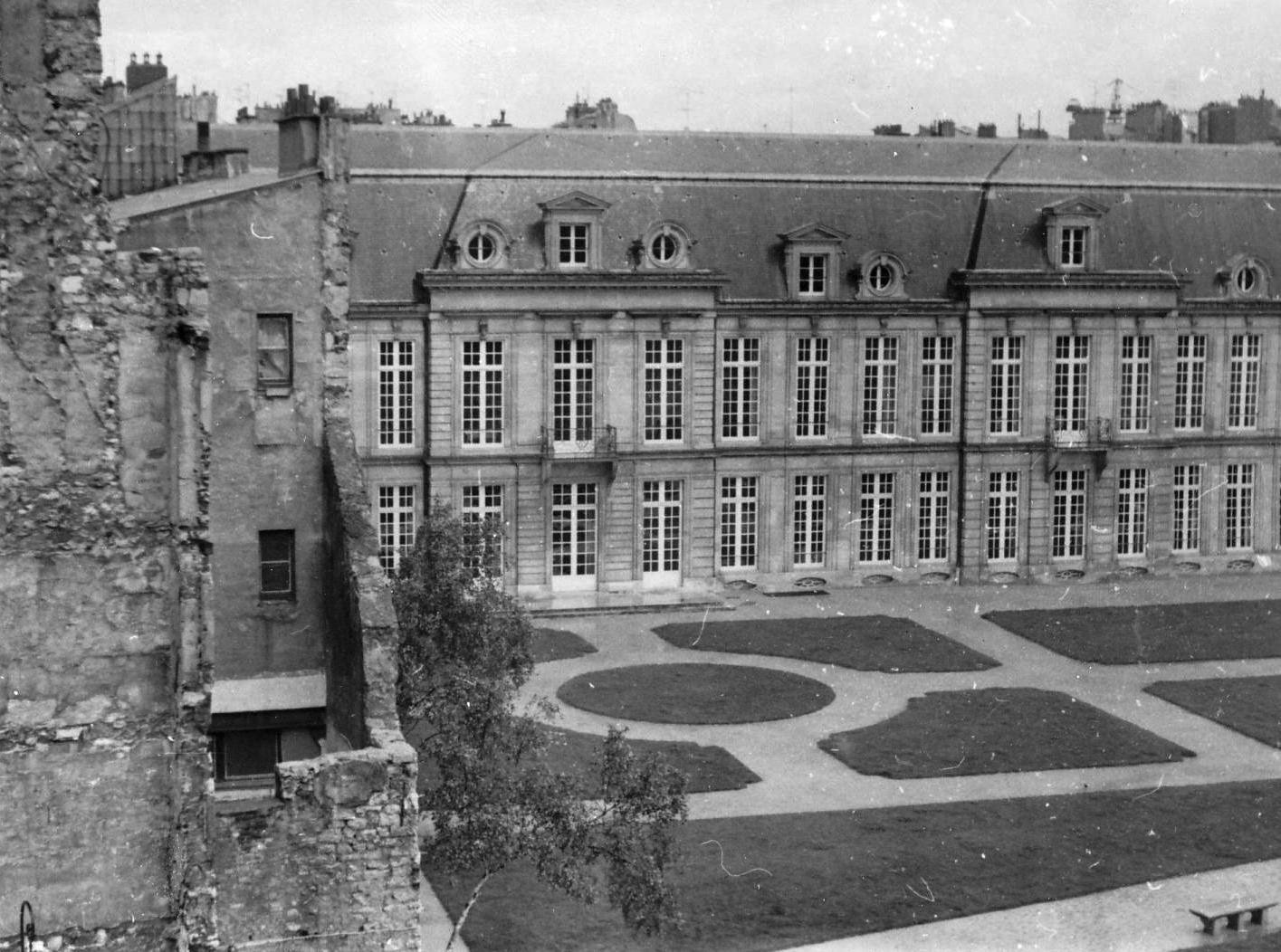
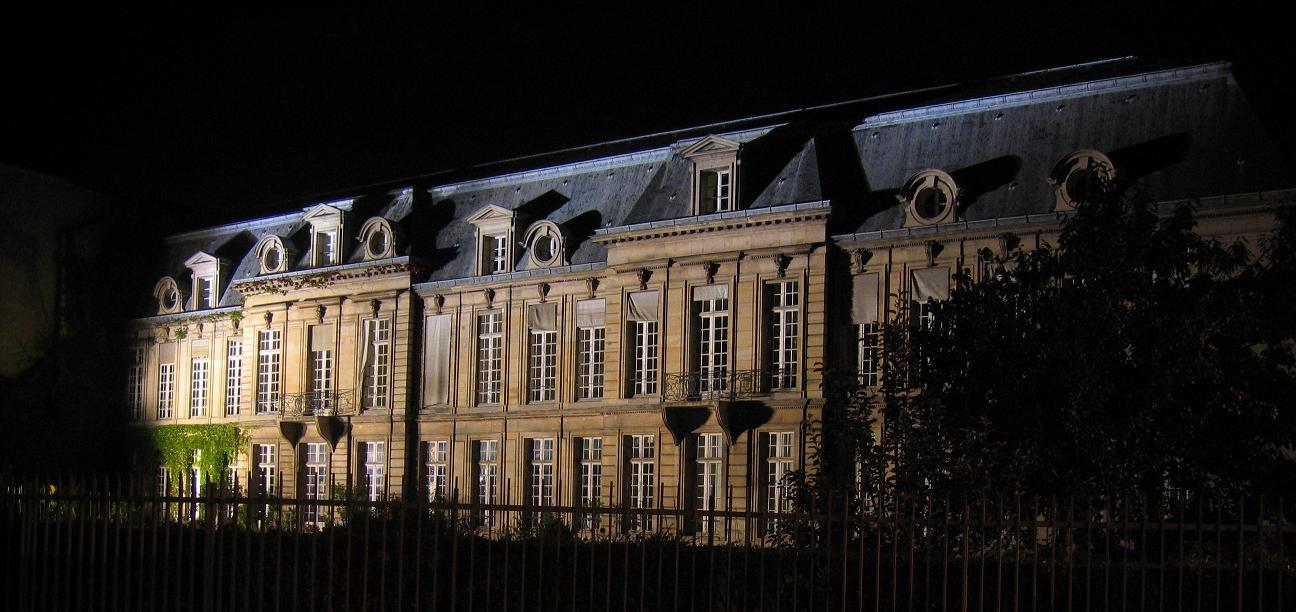

Sufrió transformaciones cuando pasó a ser propiedad de la Farmacia Central de Francia en 1859, el jardín desapareció bajo todo tipo de cobertizos y los salones artesonados se transforman en oficinas y tiendas.
En 1899, sirvió como almacenes de envío de productos y locales administrativos para la Farmacia Central de Francia.
En 1938 fue comprado por el departamento del Sena que lo restauró y obtuvo su clasificación en 1946. Consolidado por Michel Roux-Spitz, fue restaurado y ampliado en 1959 por Paul Tournon, miembro del Institut, con la colaboración de Jean-Pierre Jouve, arquitecto de la ciudad de París, y la asistencia de Jacques Dupont, inspector general de monumentos históricos.
El Tribunal Administrativo de París se trasladó allí en 1959. En 2003, los restos de la reina Arégonde fueron encontrados en un gabinete fuerte, donde Michel Fleury, como vicepresidente de la comisión municipal del Viejo París, había tenido una oficina hasta la década de 1970.